# ISU Junior Grand Prix w łyżwiarstwie figurowym 2012/2013
ISU Junior Grand Prix w łyżwiarstwie figurowym 2012/2013 – 16. edycja zawodów w łyżwiarstwie figurowym w kategorii juniorów. Zawodnicy podczas tego sezonu wystąpili w ośmiu zawodach tego cyklu rozgrywek. Rywalizacja rozpoczęła się w Courchevel 22 sierpnia, a zakończyła się finałem JGP w Soczi, który odbył się w dniach 6–9 grudnia 2012 roku.

## Kalendarium zawodów
| Lp. | Data                          | Miejsce     | Zawody                      | Źr. |
| --- | ----------------------------- | ----------- | --------------------------- | --- |
| 1   | 23–25 sierpnia 2012           | Courchevel  | JGP we Francji              |     |
| 2   | 30 sierpnia – 1 września 2012 | Lake Placid | JGP w Stanach Zjednoczonych |     |
| 3   | 13–15 września 2012           | Linz        | JGP w Austrii               |     |
| 4   | 22–24 września 2012           | Stambuł     | JGP w Turcji                |     |
| 5   | 27–29 września 2012           | Bled        | JGP w Słowenii              |     |
| 6   | 4–6 października 2012         | Zagrzeb     | JGP w Chorwacji             |     |
| 7   | 11–13 października 2012       | Chemnitz    | JGP w Niemczech             |     |
| 8   | 6–9 grudnia 2012              | Soczi       | Finał Junior Grand Prix     |     |

## Medaliści

### Soliści
| Zawody            | 1. miejsce    | 2. miejsce        | 3. miejsce        | Źr. |
| ----------------- | ------------- | ----------------- | ----------------- | --- |
| Francja           | Jin Boyang    | Jason Brown       | Ryūju Hino        |     |
| Stany Zjednoczone | Joshua Farris | Keiji Tanaka      | Roman Sadovsky    |     |
| Austria           | Nathan Chen   | Ryūju Hino        | Kim Jin-seo       |     |
| Turcja            | Jason Brown   | Aleksandr Pietrow | Nam Nguyen        |     |
| Słowenia          | Joshua Farris | Jin Boyang        | Aleksandr Samarin |     |
| Chorwacja         | Maksim Kowtun | Yan Han           | Harrison Choate   |     |
| Niemcy            | Maksim Kowtun | Shōma Uno         | Aleksandr Samarin |     |
| Finał JGP         | Maksim Kowtun | Joshua Farris     | Ryūju Hino        |     |

### Solistki
| Zawody            | 1. miejsce       | 2. miejsce     | 3. miejsce             | Źr. |
| ----------------- | ---------------- | -------------- | ---------------------- | --- |
| Francja           | Jelena Radionowa | Rika Hongo     | Uljana Tituszkina      |     |
| Stany Zjednoczone | Satoko Miyahara  | Courtney Hicks | Angela Wang            |     |
| Austria           | Jelena Radionowa | Hannah Miller  | Samantha Cesario       |     |
| Turcja            | Leah Keiser      | Park So-youn   | Satoko Miyahara        |     |
| Słowenia          | Kim Hae-jin      | Barbie Long    | Jewgienija Gierasimowa |     |
| Chorwacja         | Angela Wang      | Hannah Miller  | Anna Pogoriła          |     |
| Niemcy            | Anna Pogoriła    | Miyabi Oba     | Marija Stawicka        |     |
| Finał JGP         | Jelena Radionowa | Hannah Miller  | Anna Pogoriła          |     |

### Pary sportowe
| Zawody            | 1. miejsce                        | 2. miejsce                            | 3. miejsce                            | Źr.                               |
| ----------------- | --------------------------------- | ------------------------------------- | ------------------------------------- | --------------------------------- |
| Francja           | Konkurencja nie została rozegrana | Konkurencja nie została rozegrana     | Konkurencja nie została rozegrana     | Konkurencja nie została rozegrana |
| Stany Zjednoczone | Margaret Purdy / Michael Marinaro | Wasilisa Dawankowa / Andriej Dieputat | Madeline Aaron / Max Settlage         |                                   |
| Austria           | Brittany Jones / Ian Beharry      | Lina Fiodorowa / Maksim Miroszkin     | Marija Wygałowa / Jegor Zakrojew      |                                   |
| Turcja            | Konkurencja nie została rozegrana | Konkurencja nie została rozegrana     | Konkurencja nie została rozegrana     | Konkurencja nie została rozegrana |
| Słowenia          | Konkurencja nie została rozegrana | Konkurencja nie została rozegrana     | Konkurencja nie została rozegrana     | Konkurencja nie została rozegrana |
| Chorwacja         | Margaret Purdy / Michael Marinaro | Yu Xiaoyu / Jin Yang                  | Wasilisa Dawankowa / Andriej Dieputat |                                   |
| Niemcy            | Lina Fiodorowa / Maksim Miroszkin | Marija Wygałowa / Jegor Zakrojew      | Brittany Jones / Ian Beharry          |                                   |
| Finał JGP         | Lina Fiodorowa / Maksim Miroszkin | Wasilisa Dawankowa / Andriej Dieputat | Marija Wygałowa / Jegor Zakrojew      |                                   |

### Pary taneczne
| Zawody            | 1. miejsce                              | 2. miejsce                              | 3. miejsce                            | Źr. |
| ----------------- | --------------------------------------- | --------------------------------------- | ------------------------------------- | --- |
| Francja           | Gabriella Papadakis / Guillaume Cizeron | Walerija Zienkowa / Walerij Sinicyn     | Madeline Edwards / Zhao Kai Pang      |     |
| Stany Zjednoczone | Alexandra Aldridge / Daniel Eaton       | Jewgienija Kosygina / Nikołaj Moroszkin | Andréanne Poulin / Marc-Andre Servant |     |
| Austria           | Gabriella Papadakis / Guillaume Cizeron | Anna Janowska / Siergiej Mozgow         | Mackenzie Bent / Garrett MacKeen      |     |
| Turcja            | Aleksandra Stiepanowa / Iwan Bukin      | Shari Koch / Christian Nüchtern         | Madeline Edwards / Zhao Kai Pang      |     |
| Słowenia          | Alexandra Aldridge / Daniel Eaton       | Anna Janowska / Siergiej Mozgow         | Andréanne Poulin / Marc-Andre Servant |     |
| Chorwacja         | Walerija Zienkowa / Walerij Sinicyn     | Jewgienija Kosygina / Nikołaj Moroszkin | Rachel Parsons / Michael Parsons      |     |
| Niemcy            | Aleksandra Stiepanowa / Iwan Bukin      | Kaitlin Hawayek / Jean-Luc Baker        | Darja Morozowa / Michaił Żyrnow       |     |
| Finał JGP         | Aleksandra Stiepanowa / Iwan Bukin      | Gabriella Papadakis / Guillaume Cizeron | Alexandra Aldridge / Daniel Eaton     |     |

## Klasyfikacje punktowe
| Miejsce w zawodach | Liczba punktów                 | Liczba punktów |
| Miejsce w zawodach | Soliści Solistki Pary taneczne | Pary sportowe  |
| ------------------ | ------------------------------ | -------------- |
| 1.                 | 15                             | 15             |
| 2.                 | 13                             | 13             |
| 3.                 | 11                             | 11             |
| 4.                 | 9                              | 9              |
| 5.                 | 7                              | 7              |
| 6.                 | 5                              | 5              |
| 7.                 | 4                              | 4              |
| 8.                 | 3                              | 3              |
| 9.                 | 2                              | —              |
| 10.                | 1                              | —              |

Do finału Grand Prix zakwalifikowało się 6 najlepszych zawodników/par w każdej z konkurencji.
| Poz.                                                  | Zawodnik                                              | Punkty                                                |
| Miejsca 1–6: kwalifikacja do Finału Junior Grand Prix | Miejsca 1–6: kwalifikacja do Finału Junior Grand Prix | Miejsca 1–6: kwalifikacja do Finału Junior Grand Prix |
| ----------------------------------------------------- | ----------------------------------------------------- | ----------------------------------------------------- |
| 1                                                     | Joshua Farris                                         | 30                                                    |
| 2                                                     | Maksim Kowtun                                         | 30                                                    |
| 3                                                     | Jason Brown                                           | 28                                                    |
| 4                                                     | Jin Boyang                                            | 28                                                    |
| 5                                                     | Ryūju Hino                                            | 24                                                    |
| 6                                                     | Keiji Tanaka                                          | 22                                                    |
| Miejsca 7–9: rezerwa do Finału Junior Grand Prix      |                                                       |                                                       |
| 7                                                     | Aleksandr Samarin                                     | 22                                                    |
| 8                                                     | Yan Han                                               | 20                                                    |
| 9                                                     | Aleksandr Pietrow                                     | 20                                                    |

| Poz.                                                  | Zawodniczka                                           | Punkty                                                |
| Miejsca 1–6: kwalifikacja do Finału Junior Grand Prix | Miejsca 1–6: kwalifikacja do Finału Junior Grand Prix | Miejsca 1–6: kwalifikacja do Finału Junior Grand Prix |
| ----------------------------------------------------- | ----------------------------------------------------- | ----------------------------------------------------- |
| 1                                                     | Jelena Radionowa                                      | 30                                                    |
| 2                                                     | Angela Wang                                           | 26                                                    |
| 3                                                     | Anna Pogoriła                                         | 26                                                    |
| 4                                                     | Satoko Miyahara                                       | 26                                                    |
| 5                                                     | Hannah Miller                                         | 26                                                    |
| 6                                                     | Leah Keiser                                           | 24                                                    |
| Miejsca 7–9: rezerwa do Finału Junior Grand Prix      |                                                       |                                                       |
| 7                                                     | Kim Hae-jin                                           | 22                                                    |
| 8                                                     | Courtney Hicks                                        | 22                                                    |
| 9                                                     | Miyabi Oba                                            | 22                                                    |

| Poz.                                                  | Zawodnicy                                             | Punkty                                                |
| Miejsca 1–6: kwalifikacja do Finału Junior Grand Prix | Miejsca 1–6: kwalifikacja do Finału Junior Grand Prix | Miejsca 1–6: kwalifikacja do Finału Junior Grand Prix |
| ----------------------------------------------------- | ----------------------------------------------------- | ----------------------------------------------------- |
| 1                                                     | Margaret Purdy / Michael Marinaro                     | 30                                                    |
| 2                                                     | Lina Fiodorowa / Maksim Miroszkin                     | 28                                                    |
| 3                                                     | Brittany Jones / Ian Beharry                          | 26                                                    |
| 4                                                     | Marija Wygałowa / Jegor Zakrojew                      | 24                                                    |
| 5                                                     | Wasilisa Dawankowa / Andriej Dieputat                 | 24                                                    |
| 6                                                     | Yu Xiaoyu / Jin Yang                                  | 22                                                    |
| Miejsca 7–9: rezerwa do Finału Junior Grand Prix      |                                                       |                                                       |
| 7                                                     | Madeline Aaron / Max Settlage                         | 15                                                    |
| 8                                                     | Annabelle Prölss / Ruben Blommaert                    | 14                                                    |
| 9                                                     | Britney Simpson / Matthew Blackmer                    | 14                                                    |

| Poz.                                                  | Zawodnicy                                             | Punkty                                                |
| Miejsca 1–6: kwalifikacja do Finału Junior Grand Prix | Miejsca 1–6: kwalifikacja do Finału Junior Grand Prix | Miejsca 1–6: kwalifikacja do Finału Junior Grand Prix |
| ----------------------------------------------------- | ----------------------------------------------------- | ----------------------------------------------------- |
| 1                                                     | Aleksandra Stiepanowa / Iwan Bukin                    | 30                                                    |
| 2                                                     | Alexandra Aldridge / Daniel Eaton                     | 30                                                    |
| 3                                                     | Gabriella Papadakis / Guillaume Cizeron               | 30                                                    |
| 4                                                     | Walerija Zienkowa / Walerij Sinicyn                   | 28                                                    |
| 5                                                     | Jewgienija Kosygina / Nikołaj Moroszkin               | 26                                                    |
| 6                                                     | Anna Janowska / Siergiej Mozgow                       | 26                                                    |
| Miejsca 7–9: rezerwa do Finału Junior Grand Prix      |                                                       |                                                       |
| 7                                                     | Shari Koch / Christian Nüchtern                       | 22                                                    |
| 8                                                     | Madeline Edwards / Zhao Kai Pang                      | 22                                                    |
| 9                                                     | Andréanne Poulin / Marc-Andre Servant                 | 22                                                    |